# Air Transat
Air Transat je kanadská aerolinka se sídlem v Montréalu, operuje pravidelné a charterové lety do více než 60 destinací v 25 zemích. V letní sezóně se zaměřuje na lety do Evropy, v zimní zase do Karibiku, Mexika a Spojených států amerických z báze v Montréalu a Torontu. Dále létá také z Calgary, Québecu a Vancouveru. Aerolinka byla založena 14. listopadu 1987.

## Destinace
Společnost létá do více než 60 destinací ve Spojeném království, Mexiku, Nizozemsku, Řecku, Španělsku, Francii, Německu, Belgii, Maďarsku a dalších státech. V roce 2014 zahájila letecká společnost provozování linky z Prahy do Toronta s mezipřistáním v Montréalu. 30. června byla přidána přímá linka mezi Prahou a Torontem.

## Flotila

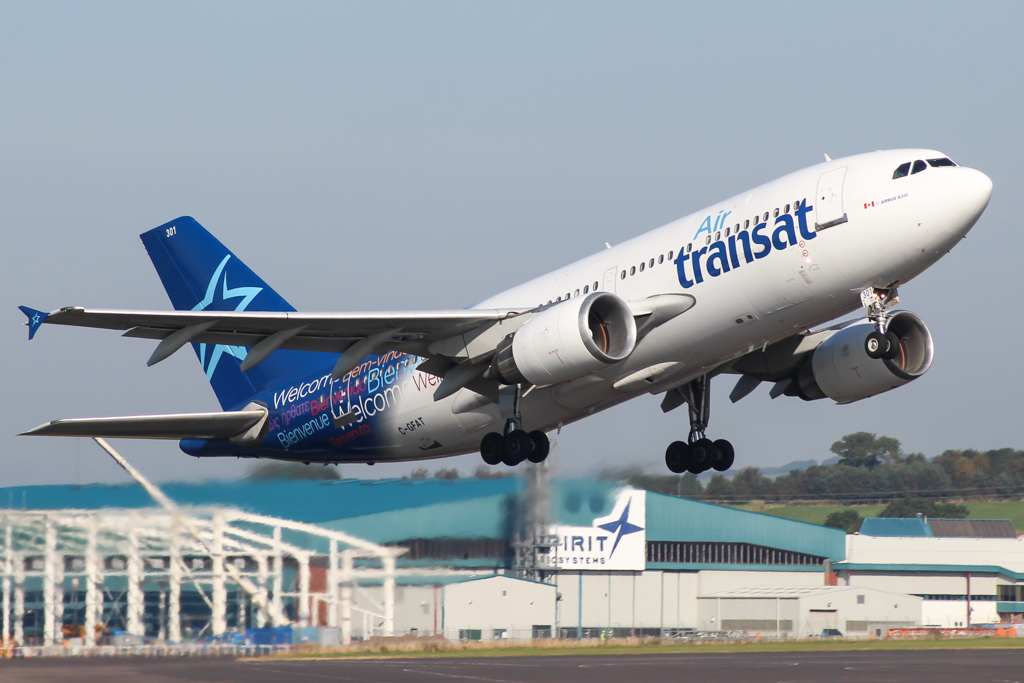
Airbus A310 letecké společnosti Air Transat při vzletu

V červnu 2016 letecká společnost Air Transat provozovala tyto typy letadel:
| Letadla         | Používaná | Cestující |
| --------------- | --------- | --------- |
| Airbus A310-310 | 9         | 244       |
| Airbus A330-200 | 10        | 345       |
| Airbus A330-300 | 4         | 375       |
| Boeing 737-800  | 11        | 189       |
| Počet:          | 34        |           |